# Giro dell'Emilia 2023
Giro dell'Emilia 2023 var den 106. udgave af det italienske cykelløb Giro dell'Emilia. Det blev kørt den 30. september 2023 med mål i San Luca i Calabrien. Løbet var en del af UCI ProSeries 2023.

## Resultater
| \| Samlede stilling \| Samlede stilling \| Samlede stilling \| Samlede stilling \| Samlede stilling \| \| Rytter \| Rytter \| Hold \| Tid \| \| \| ---------------- \| ---------------- \| --------------------- \| ---------------- \| ---------------- \| \| 1. \| Primož Roglič \| Jumbo-Visma \| 4t 49' 44" \| \| \| 2. \| Tadej Pogačar \| UAE Team Emirates \| + 1" \| \| \| 3. \| Simon Yates \| Team Jayco AlUla \| + 1" \| \| \| 4. \| Enric Mas \| Movistar Team \| + 4" \| \| \| 5. \| Michael Woods \| Israel-Premier Tech \| + 4" \| \| \| 6. \| Aleksandr Vlasov \| Bora-Hansgrohe \| + 6" \| \| \| 7. \| Richard Carapaz \| EF Education-EasyPost \| + 9" \| \| \| 8. \| Giulio Ciccone \| Lidl-Trek \| + 15" \| \| \| 9. \| Adam Yates \| UAE Team Emirates \| + 42" \| \| \| 10. \| Warren Barguil \| Arkéa-Samsic \| + 58" \| \| |                  |                       |            |
| |                  |                       |            |
| Kilde: ProCyclingStats |                  |                       |            |
| Samlede stilling |                  |                       |            |
| Rytter | Rytter           | Hold                  | Tid        |
| 1. | Primož Roglič    | Jumbo-Visma           | 4t 49' 44" |
| 2. | Tadej Pogačar    | UAE Team Emirates     | + 1"       |
| 3. | Simon Yates      | Team Jayco AlUla      | + 1"       |
| 4. | Enric Mas        | Movistar Team         | + 4"       |
| 5. | Michael Woods    | Israel-Premier Tech   | + 4"       |
| 6. | Aleksandr Vlasov | Bora-Hansgrohe        | + 6"       |
| 7. | Richard Carapaz  | EF Education-EasyPost | + 9"       |
| 8. | Giulio Ciccone   | Lidl-Trek             | + 15"      |
| 9. | Adam Yates       | UAE Team Emirates     | + 42"      |
| 10. | Warren Barguil   | Arkéa-Samsic          | + 58"      |

## Hold og ryttere
| UCI WorldTeams (16)- AG2R Citroën Team - Alpecin-Deceuninck - Astana Qazaqstan Team - Bora-Hansgrohe - Cofidis - EF Education-EasyPost - Groupama-FDJ - Ineos Grenadiers - Jumbo-Visma - Lidl-Trek - Movistar Team - Soudal Quick-Step - Arkéa-Samsic - Team DSM-Firmenich - Team Jayco AlUla - UAE Team Emirates UCI ProTeams (6)- Bingoal WB - Eolo-Kometa - Green Project-Bardiani CSF-Faizanè - Israel-Premier Tech - Q36.5 Pro Cycling Team - Team Corratec-Selle Italia UCI Kontinentalhold (3)- Beltrami TSA-Tre Colli - GW Shimano-Sidermec - Team Technipes #inEmiliaRomagna |
| |

### Danske ryttere
| Danske ryttere på startlisten |                |                       |           |
| Rygnummer                     | Rytter         | Hold                  | Placering |
| 67                            | Mikkel Honoré  | EF Education-EasyPost | DNF       |
| 201                           | Jakob Fuglsang | Israel-Premier Tech   | 60        |

* DNF = gennemførte ikke

### Startliste
| Movistar Team MOV | Movistar Team MOV                  | Movistar Team MOV |
| ----------------- | ---------------------------------- | ----------------- |
| Nr.               | Rytter                             | Placering         |
| 1                 | Enric Mas (ESP)                    | 4.                |
| 2                 | Will Barta (USA)                   | 75.               |
| 3                 | Imanol Erviti (ESP)                | DNF               |
| 4                 | Matteo Jorgenson (USA)             | 19.               |
| 5                 | Gregor Mühlberger (AUT) (landevej) | 70.               |
| 6                 | Óscar Rodríguez (ESP)              | 65.               |
| 7                 | Oier Lazkano (ESP) (landevej)      | DNF               |

| AG2R Citroën Team ACT | AG2R Citroën Team ACT        | AG2R Citroën Team ACT |
| --------------------- | ---------------------------- | --------------------- |
| Nr.                   | Rytter                       | Placering             |
| 11                    | Ben O'Connor (AUS)           | 11.                   |
| 12                    | Nicolas Prodhomme (FRA)      | 73.                   |
| 13                    | Valentin Paret-Peintre (FRA) | 82.                   |
| 14                    | Clément Berthet (FRA)        | 51.                   |
| 15                    | Felix Gall (AUT)             | 28.                   |
| 16                    | Aurélien Paret-Peintre (FRA) | 50.                   |
| 17                    | Killian Verschuren (FRA)     | 95.                   |

| Alpecin-Deceuninck ADC | Alpecin-Deceuninck ADC  | Alpecin-Deceuninck ADC |
| ---------------------- | ----------------------- | ---------------------- |
| Nr.                    | Rytter                  | Placering              |
| 21                     | Stefano Oldani (ITA)    | 46.                    |
| 22                     | Alex Bogna (AUS)        | DNF                    |
| 23                     | Kristian Sbaragli (ITA) | 44.                    |
| 24                     | Nicola Conci (ITA)      | 74.                    |
| 25                     | Quinten Hermans (BEL)   | DNF                    |
| 27                     | Michael Gogl (AUT)      | 45.                    |

| Astana Qazaqstan Team AST | Astana Qazaqstan Team AST       | Astana Qazaqstan Team AST |
| ------------------------- | ------------------------------- | ------------------------- |
| Nr.                       | Rytter                          | Placering                 |
| 31                        | Samuele Battistella (ITA)       | 54.                       |
| 32                        | Harold Tejada (COL)             | 26.                       |
| 33                        | Antonio Nibali (ITA)            | DNF                       |
| 34                        | Simone Velasco (ITA) (landevej) | 20.                       |
| 35                        | David de la Cruz (ESP)          | 64.                       |
| 36                        | Gianmarco Garofoli (ITA)        | 90.                       |
| 37                        | Cristian Scaroni (ITA)          | DNF                       |

| Bora-Hansgrohe BOH | Bora-Hansgrohe BOH                | Bora-Hansgrohe BOH |
| ------------------ | --------------------------------- | ------------------ |
| Nr.                | Rytter                            | Placering          |
| 41                 | Emanuel Buchmann (GER) (landevej) | DNF                |
| 42                 | Patrick Konrad (AUT)              | DNF                |
| 43                 | Giovanni Aleotti (ITA)            | DNF                |
| 44                 | Lennard Kämna (GER)               | DNF                |
| 45                 | Anton Palzer (GER)                | DNF                |
| 46                 | Aleksandr Vlasov                  | 6.                 |
| 47                 | Sergio Higuita (COL)              | 38.                |

| Cofidis COF | Cofidis COF            | Cofidis COF |
| ----------- | ---------------------- | ----------- |
| Nr.         | Rytter                 | Placering   |
| 51          | Harrison Wood (GBR)    | DNF         |
| 52          | Rubén Fernández (ESP)  | 59.         |
| 53          | Victor Lafay (FRA)     | DNF         |
| 54          | Axel Mariault (FRA)    | 89.         |
| 55          | Guillaume Martin (FRA) | 43.         |
| 56          | François Bidard (FRA)  | DNF         |
| 57          | Rémy Rochas (FRA)      | DNF         |

| EF Education-EasyPost EFE | EF Education-EasyPost EFE        | EF Education-EasyPost EFE |
| ------------------------- | -------------------------------- | ------------------------- |
| Nr.                       | Rytter                           | Placering                 |
| 61                        | Richard Carapaz (ECU) (landevej) | 7.                        |
| 62                        | James Shaw (GBR)                 | DNF                       |
| 63                        | Diego Camargo (COL)              | 81.                       |
| 64                        | Rigoberto Urán (COL)             | 29.                       |
| 65                        | Esteban Chaves (COL) (landevej)  | 32.                       |
| 66                        | Andrea Piccolo (ITA)             | 72.                       |
| 67                        | Mikkel Honoré (DEN)              | DNF                       |

| Groupama-FDJ GFC | Groupama-FDJ GFC         | Groupama-FDJ GFC |
| ---------------- | ------------------------ | ---------------- |
| Nr.              | Rytter                   | Placering        |
| 71               | Matthieu Ladagnous (FRA) | DNF              |
| 72               | Thibaut Pinot (FRA)      | 36.              |
| 73               | Quentin Pacher (FRA)     | 68.              |
| 74               | Lars van den Berg (NED)  | DNF              |
| 75               | Romain Grégoire (FRA)    | 94.              |
| 76               | Lenny Martinez (FRA)     | 23.              |
| 77               | Lorenzo Germani (ITA)    | 93.              |

| Ineos Grenadiers IGD | Ineos Grenadiers IGD   | Ineos Grenadiers IGD |
| -------------------- | ---------------------- | -------------------- |
| Nr.                  | Rytter                 | Placering            |
| 81                   | Ben Swift (GBR)        | DNF                  |
| 82                   | Brandon Rivera (COL)   | DNF                  |
| 83                   | Carlos Rodríguez (ESP) | 18.                  |
| 84                   | Salvatore Puccio (ITA) | DNF                  |
| 85                   | Pavel Sivakov (FRA)    | 78.                  |
| 86                   | Ben Turner (GBR)       | 77.                  |
| 87                   | Thymen Arensman (NED)  | DNF                  |

| Jumbo-Visma TJV | Jumbo-Visma TJV                | Jumbo-Visma TJV |
| --------------- | ------------------------------ | --------------- |
| Nr.             | Rytter                         | Placering       |
| 91              | Primož Roglič (SLO)            | 1.              |
| 92              | Koen Bouwman (NED)             | 85.             |
| 93              | Sam Oomen (NED)                | 83.             |
| 94              | Gijs Leemreize (NED)           | DNF             |
| 95              | Tiesj Benoot (BEL)             | 13.             |
| 96              | Attila Valter (HUN) (landevej) | 41.             |
| 97              | Jan Tratnik (SLO)              | 84.             |

| Lidl-Trek LTK | Lidl-Trek LTK                  | Lidl-Trek LTK |
| ------------- | ------------------------------ | ------------- |
| Nr.           | Rytter                         | Placering     |
| 101           | Giulio Ciccone (ITA)           | 8.            |
| 102           | Jacopo Mosca (ITA)             | DNF           |
| 103           | Juan Pedro López (ESP)         | DNF           |
| 104           | Filippo Baroncini (ITA)        | 61.           |
| 105           | Mathias Vacek (CZE) (landevej) | DNF           |
| 106           | Natnael Tesfatsion (ERI)       | DNF           |
| 107           | Dario Cataldo (ITA)            | DNF           |

| Soudal Quick-Step SOQ | Soudal Quick-Step SOQ    | Soudal Quick-Step SOQ |
| --------------------- | ------------------------ | --------------------- |
| Nr.                   | Rytter                   | Placering             |
| 111                   | Julian Alaphilippe (FRA) | 34.                   |
| 112                   | Fausto Masnada (ITA)     | 31.                   |
| 113                   | Andrea Bagioli (ITA)     | 21.                   |
| 114                   | James Knox (GBR)         | DNF                   |
| 115                   | Ilan Van Wilder (BEL)    | 87.                   |
| 116                   | Mauri Vansevenant (BEL)  | 91.                   |
| 117                   | Mauro Schmid (SUI)       | DNF                   |

| Arkéa-Samsic ARK | Arkéa-Samsic ARK          | Arkéa-Samsic ARK |
| ---------------- | ------------------------- | ---------------- |
| Nr.              | Rytter                    | Placering        |
| 121              | Alessandro Verre (ITA)    | 37.              |
| 122              | Maxime Bouet (FRA)        | DNF              |
| 123              | Kévin Ledanois (FRA)      | DNF              |
| 124              | Warren Barguil (FRA)      | 10.              |
| 125              | Louis Barré (FRA)         | 40.              |
| 126              | Clément Champoussin (FRA) | 12.              |
| 127              | Ewen Costiou (FRA)        | 33.              |

| Team DSM-Firmenich DSM | Team DSM-Firmenich DSM   | Team DSM-Firmenich DSM |
| ---------------------- | ------------------------ | ---------------------- |
| Nr.                    | Rytter                   | Placering              |
| 131                    | Romain Bardet (FRA)      | 17.                    |
| 132                    | Kevin Vermaerke (USA)    | DNF                    |
| 133                    | Chris Hamilton (AUS)     | 42.                    |
| 134                    | Florian Stork (GER)      | 49.                    |
| 135                    | Andreas Leknessund (NOR) | DNF                    |
| 136                    | Romain Combaud (FRA)     | DNF                    |
| 137                    | Patrick Bevin (NZL)      | DNF                    |

| Team Jayco AlUla JAY | Team Jayco AlUla JAY    | Team Jayco AlUla JAY |
| -------------------- | ----------------------- | -------------------- |
| Nr.                  | Rytter                  | Placering            |
| 141                  | Lucas Hamilton (AUS)    | DNF                  |
| 142                  | Hagos Welay Berhe (ETH) | 76.                  |
| 143                  | Chris Harper (AUS)      | 25.                  |
| 144                  | Simon Yates (GBR)       | 3.                   |
| 145                  | Filippo Zana (ITA)      | 30.                  |
| 146                  | Lawson Craddock (USA)   | DNF                  |
| 147                  | Jesús David Peña (COL)  | 66.                  |

| UAE Team Emirates UAD | UAE Team Emirates UAD          | UAE Team Emirates UAD |
| --------------------- | ------------------------------ | --------------------- |
| Nr.                   | Rytter                         | Placering             |
| 151                   | Diego Ulissi (ITA)             | 27.                   |
| 152                   | Rafał Majka (POL)              | 80.                   |
| 153                   | Juan Ayuso (ESP)               | DNF                   |
| 154                   | Tadej Pogačar (SLO) (landevej) | 2.                    |
| 155                   | Jay Vine (AUS)                 | 79.                   |
| 156                   | Adam Yates (GBR)               | 9.                    |
| 157                   | Felix Großschartner (AUT)      | DNF                   |

| Bingoal WB BWB | Bingoal WB BWB            | Bingoal WB BWB |
| -------------- | ------------------------- | -------------- |
| Nr.            | Rytter                    | Placering      |
| 161            | Dimitri Peyskens (BEL)    | DNF            |
| 162            | Marco Tizza (ITA)         | DNF            |
| 163            | Floris De Tier (BEL)      | DNF            |
| 164            | Alexis Guérin (FRA)       | 24.            |
| 165            | Lennert Teugels (BEL)     | 56.            |
| 166            | Aaron Van der Beken (BEL) | DNF            |
| 167            | Louka Matthys (BEL)       | 58.            |

| Team Corratec-Selle Italia COR | Team Corratec-Selle Italia COR | Team Corratec-Selle Italia COR |
| ------------------------------ | ------------------------------ | ------------------------------ |
| Nr.                            | Rytter                         | Placering                      |
| 171                            | Karel Vacek (CZE)              | DNF                            |
| 172                            | Marco Murgano (ITA)            | DNF                            |
| 173                            | Matteo Amella (ITA)            | DNF                            |
| 174                            | Etienne van Empel (NED)        | 52.                            |
| 175                            | Germán Tivani (ARG)            | DNF                            |
| 176                            | Valerio Conti (ITA)            | 39.                            |
| 177                            | Andrij Ponomar (UKR)           | DNF                            |

| Eolo-Kometa EOK | Eolo-Kometa EOK         | Eolo-Kometa EOK |
| --------------- | ----------------------- | --------------- |
| Nr.             | Rytter                  | Placering       |
| 181             | Lorenzo Fortunato (ITA) | 15.             |
| 182             | Mattia Bais (ITA)       | DNF             |
| 183             | Diego Sevilla (ESP)     | 55.             |
| 184             | Álex Martín (ESP)       | 88.             |
| 185             | Davide De Cassan (ITA)  | 92.             |
| 186             | Andrea Garosio (ITA)    | 67.             |
| 187             | Davide Piganzoli (ITA)  | 16.             |

| Green Project-Bardiani CSF-Faizanè BCF | Green Project-Bardiani CSF-Faizanè BCF | Green Project-Bardiani CSF-Faizanè BCF |
| -------------------------------------- | -------------------------------------- | -------------------------------------- |
| Nr.                                    | Rytter                                 | Placering                              |
| 191                                    | Giulio Pellizzari (ITA)                | DNF                                    |
| 192                                    | Alessio Martinelli (ITA)               | DNF                                    |
| 193                                    | Alessandro Santaromita (ITA)           | 63.                                    |
| 194                                    | Alex Tolio (ITA)                       | 47.                                    |
| 195                                    | Riccardo Lucca (ITA)                   | 97.                                    |
| 196                                    | Edgar Cadena (MEX) (landevej)          | 86.                                    |
| 197                                    | Luca Cavallo (ITA)                     | 48.                                    |

| Israel-Premier Tech IPT | Israel-Premier Tech IPT  | Israel-Premier Tech IPT |
| ----------------------- | ------------------------ | ----------------------- |
| Nr.                     | Rytter                   | Placering               |
| 201                     | Jakob Fuglsang (DEN)     | 60.                     |
| 202                     | Nick Schultz (AUS)       | DNF                     |
| 203                     | Dylan Teuns (BEL)        | 62.                     |
| 204                     | Marco Frigo (ITA)        | DNF                     |
| 205                     | Domenico Pozzovivo (ITA) | 14.                     |
| 206                     | Stephen Williams (GBR)   | 22.                     |
| 207                     | Michael Woods (CAN)      | 5.                      |

| Q36.5 Pro Cycling Team Q36 | Q36.5 Pro Cycling Team Q36 | Q36.5 Pro Cycling Team Q36 |
| -------------------------- | -------------------------- | -------------------------- |
| Nr.                        | Rytter                     | Placering                  |
| 211                        | Negasi Abreha (ETH)        | DNF                        |
| 212                        | Gianluca Brambilla (ITA)   | 35.                        |
| 213                        | Walter Calzoni (ITA)       | 53.                        |
| 214                        | Marcel Camprubí (ESP)      | DNF                        |
| 215                        | Mark Donovan (GBR)         | 69.                        |
| 216                        | Alessandro Fedeli (ITA)    | DNF                        |

| Beltrami TSA-Tre Colli BTC | Beltrami TSA-Tre Colli BTC | Beltrami TSA-Tre Colli BTC |
| -------------------------- | -------------------------- | -------------------------- |
| Nr.                        | Rytter                     | Placering                  |
| 221                        | Andrea Piras (ITA)         | DNF                        |
| 222                        | Thomas Pesenti (ITA)       | DNF                        |
| 223                        | Matteo Freddi (ITA)        | DNF                        |
| 224                        | Giacomo Tagliavini (ITA)   | DNF                        |
| 225                        | Edoardo Burani (ITA)       | DNF                        |
| 226                        | Alex Raimondi (ITA)        | DNF                        |
| 227                        | Andrea Biancalani (ITA)    | DNF                        |

| GW Shimano-Sidermec GSS | GW Shimano-Sidermec GSS           | GW Shimano-Sidermec GSS |
| ----------------------- | --------------------------------- | ----------------------- |
| Nr.                     | Rytter                            | Placering               |
| 231                     | Andrés Mancipe (COL)              | DNF                     |
| 232                     | Jeferson Armando Ruiz Acuña (COL) | DNF                     |
| 233                     | Jonathan Guatibonza (COL)         | DNF                     |
| 234                     | Alessandro Bisolti (ITA)          | DNF                     |
| 235                     | Filippo Tagliani (ITA)            | DNF                     |
| 236                     | Santiago Umba (COL)               | 57.                     |
| 237                     | Alejandro Osorio (COL)            | 71.                     |

| Team Technipes #inEmiliaRomagna TER | Team Technipes #inEmiliaRomagna TER | Team Technipes #inEmiliaRomagna TER |
| ----------------------------------- | ----------------------------------- | ----------------------------------- |
| Nr.                                 | Rytter                              | Placering                           |
| 241                                 | Emanuele Ansaloni (ITA)             | DNF                                 |
| 242                                 | Stefano Masoni (ITA)                | DNF                                 |
| 243                                 | Matteo Montefiori (ITA)             | DNF                                 |
| 244                                 | Andrea Innocenti (ITA)              | 96.                                 |
| 245                                 | Alessandro Monaco (ITA)             | DNF                                 |
| 246                                 | Martin Nessler (ITA)                | DNF                                 |
| 247                                 | Gabriele Petrelli (ITA)             | DNF                                 |

| Movistar Team MOV | Movistar Team MOV                  | Movistar Team MOV |
| ----------------- | ---------------------------------- | ----------------- |
| Nr.               | Rytter                             | Placering         |
| 1                 | Enric Mas (ESP)                    | 4.                |
| 2                 | Will Barta (USA)                   | 75.               |
| 3                 | Imanol Erviti (ESP)                | DNF               |
| 4                 | Matteo Jorgenson (USA)             | 19.               |
| 5                 | Gregor Mühlberger (AUT) (landevej) | 70.               |
| 6                 | Óscar Rodríguez (ESP)              | 65.               |
| 7                 | Oier Lazkano (ESP) (landevej)      | DNF               |

| AG2R Citroën Team ACT | AG2R Citroën Team ACT        | AG2R Citroën Team ACT |
| --------------------- | ---------------------------- | --------------------- |
| Nr.                   | Rytter                       | Placering             |
| 11                    | Ben O'Connor (AUS)           | 11.                   |
| 12                    | Nicolas Prodhomme (FRA)      | 73.                   |
| 13                    | Valentin Paret-Peintre (FRA) | 82.                   |
| 14                    | Clément Berthet (FRA)        | 51.                   |
| 15                    | Felix Gall (AUT)             | 28.                   |
| 16                    | Aurélien Paret-Peintre (FRA) | 50.                   |
| 17                    | Killian Verschuren (FRA)     | 95.                   |

| Alpecin-Deceuninck ADC | Alpecin-Deceuninck ADC  | Alpecin-Deceuninck ADC |
| ---------------------- | ----------------------- | ---------------------- |
| Nr.                    | Rytter                  | Placering              |
| 21                     | Stefano Oldani (ITA)    | 46.                    |
| 22                     | Alex Bogna (AUS)        | DNF                    |
| 23                     | Kristian Sbaragli (ITA) | 44.                    |
| 24                     | Nicola Conci (ITA)      | 74.                    |
| 25                     | Quinten Hermans (BEL)   | DNF                    |
| 27                     | Michael Gogl (AUT)      | 45.                    |

| Astana Qazaqstan Team AST | Astana Qazaqstan Team AST       | Astana Qazaqstan Team AST |
| ------------------------- | ------------------------------- | ------------------------- |
| Nr.                       | Rytter                          | Placering                 |
| 31                        | Samuele Battistella (ITA)       | 54.                       |
| 32                        | Harold Tejada (COL)             | 26.                       |
| 33                        | Antonio Nibali (ITA)            | DNF                       |
| 34                        | Simone Velasco (ITA) (landevej) | 20.                       |
| 35                        | David de la Cruz (ESP)          | 64.                       |
| 36                        | Gianmarco Garofoli (ITA)        | 90.                       |
| 37                        | Cristian Scaroni (ITA)          | DNF                       |

| Bora-Hansgrohe BOH | Bora-Hansgrohe BOH                | Bora-Hansgrohe BOH |
| ------------------ | --------------------------------- | ------------------ |
| Nr.                | Rytter                            | Placering          |
| 41                 | Emanuel Buchmann (GER) (landevej) | DNF                |
| 42                 | Patrick Konrad (AUT)              | DNF                |
| 43                 | Giovanni Aleotti (ITA)            | DNF                |
| 44                 | Lennard Kämna (GER)               | DNF                |
| 45                 | Anton Palzer (GER)                | DNF                |
| 46                 | Aleksandr Vlasov                  | 6.                 |
| 47                 | Sergio Higuita (COL)              | 38.                |

| Cofidis COF | Cofidis COF            | Cofidis COF |
| ----------- | ---------------------- | ----------- |
| Nr.         | Rytter                 | Placering   |
| 51          | Harrison Wood (GBR)    | DNF         |
| 52          | Rubén Fernández (ESP)  | 59.         |
| 53          | Victor Lafay (FRA)     | DNF         |
| 54          | Axel Mariault (FRA)    | 89.         |
| 55          | Guillaume Martin (FRA) | 43.         |
| 56          | François Bidard (FRA)  | DNF         |
| 57          | Rémy Rochas (FRA)      | DNF         |

| EF Education-EasyPost EFE | EF Education-EasyPost EFE        | EF Education-EasyPost EFE |
| ------------------------- | -------------------------------- | ------------------------- |
| Nr.                       | Rytter                           | Placering                 |
| 61                        | Richard Carapaz (ECU) (landevej) | 7.                        |
| 62                        | James Shaw (GBR)                 | DNF                       |
| 63                        | Diego Camargo (COL)              | 81.                       |
| 64                        | Rigoberto Urán (COL)             | 29.                       |
| 65                        | Esteban Chaves (COL) (landevej)  | 32.                       |
| 66                        | Andrea Piccolo (ITA)             | 72.                       |
| 67                        | Mikkel Honoré (DEN)              | DNF                       |

| Groupama-FDJ GFC | Groupama-FDJ GFC         | Groupama-FDJ GFC |
| ---------------- | ------------------------ | ---------------- |
| Nr.              | Rytter                   | Placering        |
| 71               | Matthieu Ladagnous (FRA) | DNF              |
| 72               | Thibaut Pinot (FRA)      | 36.              |
| 73               | Quentin Pacher (FRA)     | 68.              |
| 74               | Lars van den Berg (NED)  | DNF              |
| 75               | Romain Grégoire (FRA)    | 94.              |
| 76               | Lenny Martinez (FRA)     | 23.              |
| 77               | Lorenzo Germani (ITA)    | 93.              |

| Ineos Grenadiers IGD | Ineos Grenadiers IGD   | Ineos Grenadiers IGD |
| -------------------- | ---------------------- | -------------------- |
| Nr.                  | Rytter                 | Placering            |
| 81                   | Ben Swift (GBR)        | DNF                  |
| 82                   | Brandon Rivera (COL)   | DNF                  |
| 83                   | Carlos Rodríguez (ESP) | 18.                  |
| 84                   | Salvatore Puccio (ITA) | DNF                  |
| 85                   | Pavel Sivakov (FRA)    | 78.                  |
| 86                   | Ben Turner (GBR)       | 77.                  |
| 87                   | Thymen Arensman (NED)  | DNF                  |

| Jumbo-Visma TJV | Jumbo-Visma TJV                | Jumbo-Visma TJV |
| --------------- | ------------------------------ | --------------- |
| Nr.             | Rytter                         | Placering       |
| 91              | Primož Roglič (SLO)            | 1.              |
| 92              | Koen Bouwman (NED)             | 85.             |
| 93              | Sam Oomen (NED)                | 83.             |
| 94              | Gijs Leemreize (NED)           | DNF             |
| 95              | Tiesj Benoot (BEL)             | 13.             |
| 96              | Attila Valter (HUN) (landevej) | 41.             |
| 97              | Jan Tratnik (SLO)              | 84.             |

| Lidl-Trek LTK | Lidl-Trek LTK                  | Lidl-Trek LTK |
| ------------- | ------------------------------ | ------------- |
| Nr.           | Rytter                         | Placering     |
| 101           | Giulio Ciccone (ITA)           | 8.            |
| 102           | Jacopo Mosca (ITA)             | DNF           |
| 103           | Juan Pedro López (ESP)         | DNF           |
| 104           | Filippo Baroncini (ITA)        | 61.           |
| 105           | Mathias Vacek (CZE) (landevej) | DNF           |
| 106           | Natnael Tesfatsion (ERI)       | DNF           |
| 107           | Dario Cataldo (ITA)            | DNF           |

| Soudal Quick-Step SOQ | Soudal Quick-Step SOQ    | Soudal Quick-Step SOQ |
| --------------------- | ------------------------ | --------------------- |
| Nr.                   | Rytter                   | Placering             |
| 111                   | Julian Alaphilippe (FRA) | 34.                   |
| 112                   | Fausto Masnada (ITA)     | 31.                   |
| 113                   | Andrea Bagioli (ITA)     | 21.                   |
| 114                   | James Knox (GBR)         | DNF                   |
| 115                   | Ilan Van Wilder (BEL)    | 87.                   |
| 116                   | Mauri Vansevenant (BEL)  | 91.                   |
| 117                   | Mauro Schmid (SUI)       | DNF                   |

| Arkéa-Samsic ARK | Arkéa-Samsic ARK          | Arkéa-Samsic ARK |
| ---------------- | ------------------------- | ---------------- |
| Nr.              | Rytter                    | Placering        |
| 121              | Alessandro Verre (ITA)    | 37.              |
| 122              | Maxime Bouet (FRA)        | DNF              |
| 123              | Kévin Ledanois (FRA)      | DNF              |
| 124              | Warren Barguil (FRA)      | 10.              |
| 125              | Louis Barré (FRA)         | 40.              |
| 126              | Clément Champoussin (FRA) | 12.              |
| 127              | Ewen Costiou (FRA)        | 33.              |

| Team DSM-Firmenich DSM | Team DSM-Firmenich DSM   | Team DSM-Firmenich DSM |
| ---------------------- | ------------------------ | ---------------------- |
| Nr.                    | Rytter                   | Placering              |
| 131                    | Romain Bardet (FRA)      | 17.                    |
| 132                    | Kevin Vermaerke (USA)    | DNF                    |
| 133                    | Chris Hamilton (AUS)     | 42.                    |
| 134                    | Florian Stork (GER)      | 49.                    |
| 135                    | Andreas Leknessund (NOR) | DNF                    |
| 136                    | Romain Combaud (FRA)     | DNF                    |
| 137                    | Patrick Bevin (NZL)      | DNF                    |

| Team Jayco AlUla JAY | Team Jayco AlUla JAY    | Team Jayco AlUla JAY |
| -------------------- | ----------------------- | -------------------- |
| Nr.                  | Rytter                  | Placering            |
| 141                  | Lucas Hamilton (AUS)    | DNF                  |
| 142                  | Hagos Welay Berhe (ETH) | 76.                  |
| 143                  | Chris Harper (AUS)      | 25.                  |
| 144                  | Simon Yates (GBR)       | 3.                   |
| 145                  | Filippo Zana (ITA)      | 30.                  |
| 146                  | Lawson Craddock (USA)   | DNF                  |
| 147                  | Jesús David Peña (COL)  | 66.                  |

| UAE Team Emirates UAD | UAE Team Emirates UAD          | UAE Team Emirates UAD |
| --------------------- | ------------------------------ | --------------------- |
| Nr.                   | Rytter                         | Placering             |
| 151                   | Diego Ulissi (ITA)             | 27.                   |
| 152                   | Rafał Majka (POL)              | 80.                   |
| 153                   | Juan Ayuso (ESP)               | DNF                   |
| 154                   | Tadej Pogačar (SLO) (landevej) | 2.                    |
| 155                   | Jay Vine (AUS)                 | 79.                   |
| 156                   | Adam Yates (GBR)               | 9.                    |
| 157                   | Felix Großschartner (AUT)      | DNF                   |

| Bingoal WB BWB | Bingoal WB BWB            | Bingoal WB BWB |
| -------------- | ------------------------- | -------------- |
| Nr.            | Rytter                    | Placering      |
| 161            | Dimitri Peyskens (BEL)    | DNF            |
| 162            | Marco Tizza (ITA)         | DNF            |
| 163            | Floris De Tier (BEL)      | DNF            |
| 164            | Alexis Guérin (FRA)       | 24.            |
| 165            | Lennert Teugels (BEL)     | 56.            |
| 166            | Aaron Van der Beken (BEL) | DNF            |
| 167            | Louka Matthys (BEL)       | 58.            |

| Team Corratec-Selle Italia COR | Team Corratec-Selle Italia COR | Team Corratec-Selle Italia COR |
| ------------------------------ | ------------------------------ | ------------------------------ |
| Nr.                            | Rytter                         | Placering                      |
| 171                            | Karel Vacek (CZE)              | DNF                            |
| 172                            | Marco Murgano (ITA)            | DNF                            |
| 173                            | Matteo Amella (ITA)            | DNF                            |
| 174                            | Etienne van Empel (NED)        | 52.                            |
| 175                            | Germán Tivani (ARG)            | DNF                            |
| 176                            | Valerio Conti (ITA)            | 39.                            |
| 177                            | Andrij Ponomar (UKR)           | DNF                            |

| Eolo-Kometa EOK | Eolo-Kometa EOK         | Eolo-Kometa EOK |
| --------------- | ----------------------- | --------------- |
| Nr.             | Rytter                  | Placering       |
| 181             | Lorenzo Fortunato (ITA) | 15.             |
| 182             | Mattia Bais (ITA)       | DNF             |
| 183             | Diego Sevilla (ESP)     | 55.             |
| 184             | Álex Martín (ESP)       | 88.             |
| 185             | Davide De Cassan (ITA)  | 92.             |
| 186             | Andrea Garosio (ITA)    | 67.             |
| 187             | Davide Piganzoli (ITA)  | 16.             |

| Green Project-Bardiani CSF-Faizanè BCF | Green Project-Bardiani CSF-Faizanè BCF | Green Project-Bardiani CSF-Faizanè BCF |
| -------------------------------------- | -------------------------------------- | -------------------------------------- |
| Nr.                                    | Rytter                                 | Placering                              |
| 191                                    | Giulio Pellizzari (ITA)                | DNF                                    |
| 192                                    | Alessio Martinelli (ITA)               | DNF                                    |
| 193                                    | Alessandro Santaromita (ITA)           | 63.                                    |
| 194                                    | Alex Tolio (ITA)                       | 47.                                    |
| 195                                    | Riccardo Lucca (ITA)                   | 97.                                    |
| 196                                    | Edgar Cadena (MEX) (landevej)          | 86.                                    |
| 197                                    | Luca Cavallo (ITA)                     | 48.                                    |

| Israel-Premier Tech IPT | Israel-Premier Tech IPT  | Israel-Premier Tech IPT |
| ----------------------- | ------------------------ | ----------------------- |
| Nr.                     | Rytter                   | Placering               |
| 201                     | Jakob Fuglsang (DEN)     | 60.                     |
| 202                     | Nick Schultz (AUS)       | DNF                     |
| 203                     | Dylan Teuns (BEL)        | 62.                     |
| 204                     | Marco Frigo (ITA)        | DNF                     |
| 205                     | Domenico Pozzovivo (ITA) | 14.                     |
| 206                     | Stephen Williams (GBR)   | 22.                     |
| 207                     | Michael Woods (CAN)      | 5.                      |

| Q36.5 Pro Cycling Team Q36 | Q36.5 Pro Cycling Team Q36 | Q36.5 Pro Cycling Team Q36 |
| -------------------------- | -------------------------- | -------------------------- |
| Nr.                        | Rytter                     | Placering                  |
| 211                        | Negasi Abreha (ETH)        | DNF                        |
| 212                        | Gianluca Brambilla (ITA)   | 35.                        |
| 213                        | Walter Calzoni (ITA)       | 53.                        |
| 214                        | Marcel Camprubí (ESP)      | DNF                        |
| 215                        | Mark Donovan (GBR)         | 69.                        |
| 216                        | Alessandro Fedeli (ITA)    | DNF                        |

| Beltrami TSA-Tre Colli BTC | Beltrami TSA-Tre Colli BTC | Beltrami TSA-Tre Colli BTC |
| -------------------------- | -------------------------- | -------------------------- |
| Nr.                        | Rytter                     | Placering                  |
| 221                        | Andrea Piras (ITA)         | DNF                        |
| 222                        | Thomas Pesenti (ITA)       | DNF                        |
| 223                        | Matteo Freddi (ITA)        | DNF                        |
| 224                        | Giacomo Tagliavini (ITA)   | DNF                        |
| 225                        | Edoardo Burani (ITA)       | DNF                        |
| 226                        | Alex Raimondi (ITA)        | DNF                        |
| 227                        | Andrea Biancalani (ITA)    | DNF                        |

| GW Shimano-Sidermec GSS | GW Shimano-Sidermec GSS           | GW Shimano-Sidermec GSS |
| ----------------------- | --------------------------------- | ----------------------- |
| Nr.                     | Rytter                            | Placering               |
| 231                     | Andrés Mancipe (COL)              | DNF                     |
| 232                     | Jeferson Armando Ruiz Acuña (COL) | DNF                     |
| 233                     | Jonathan Guatibonza (COL)         | DNF                     |
| 234                     | Alessandro Bisolti (ITA)          | DNF                     |
| 235                     | Filippo Tagliani (ITA)            | DNF                     |
| 236                     | Santiago Umba (COL)               | 57.                     |
| 237                     | Alejandro Osorio (COL)            | 71.                     |

| Team Technipes #inEmiliaRomagna TER | Team Technipes #inEmiliaRomagna TER | Team Technipes #inEmiliaRomagna TER |
| ----------------------------------- | ----------------------------------- | ----------------------------------- |
| Nr.                                 | Rytter                              | Placering                           |
| 241                                 | Emanuele Ansaloni (ITA)             | DNF                                 |
| 242                                 | Stefano Masoni (ITA)                | DNF                                 |
| 243                                 | Matteo Montefiori (ITA)             | DNF                                 |
| 244                                 | Andrea Innocenti (ITA)              | 96.                                 |
| 245                                 | Alessandro Monaco (ITA)             | DNF                                 |
| 246                                 | Martin Nessler (ITA)                | DNF                                 |
| 247                                 | Gabriele Petrelli (ITA)             | DNF                                 |